# ジェームズ・スティルマン
ジェームズ・スティルマン（英語: James Jewett Stillman、1850年6月9日 - 1918年3月15日）は、アメリカ合衆国の実業家、銀行家。ニューヨーク、テキサス、メキシコで不動産業、銀行業、鉄道業などを手掛け、1891年から1909年までナショナル・シティ銀行（シティバンクの前身）の頭取を務めた。

## 生涯
1850年6月、テキサス州ブラウンズビルにて、チャールズ・スティルマン（Charles Stillman）とエリザベス・パメラ・スティルマン（旧姓グッドリッチ）との間に生まれる。1872年、テキサス州内の16の銀行と、テキサス南部リオグランデ・バレーのコーパスクリスティとカービルの不動産など、父チャールズがニューヨーク、テキサス、メキシコに築いた金融・不動産王国を引き継いだ。また、W・H・ハリマン、ジェイコブ・シフ、ウィリアム・ロックフェラーらと共に、テキサス・アンド・パシフィック鉄道、サザン・パシフィック鉄道、インターナショナル・グレート・ノーザン鉄道、ユニオン・パシフィック・サザン鉄道、セントルイス・ブラウンビル・アンド・メキシコ鉄道など、テキサスの主要な鉄道会社を掌握した。
1876年にはメキシコの軍人・政治家ポルフィリオ・ディアスの武装蜂起を支援している。
1891年から1909年までナショナル・シティ銀行の頭取、1909年からは同行取締役会長を務め、1918年に会長職在職のまま死去した。

## 死後
莫大な遺産を遺し、「100人の裕福なアメリカ人」の一人に選ばれたこともある。 
長男ジェームズ・A・スティルマンも後にナショナル・シティ銀行頭取を務めた。またスティルマンの2人の娘サラとイザベルは、それぞれスタンダード・オイル社幹部であるウィリアム・ロックフェラーの息子ウィリアムおよびパーシーと結婚している。孫のJames Stillman Rockefeller　ジェームズ・スティルマン・ロックフェラー（1902-2004）は1952年から1959年までナショナル・シティ銀行頭取（ナショナル・シティ銀行は、1955年にニューヨーク・ファースト・ナショナル銀行と合併し「ファースト・ナショナル・シティバンク・オブ・ニューヨーク」となっている）、1959年から1967年までは同行会長を務めた。

## 関連文献
- John K. Winkler, The First Billion: The Stillmans and the National City Bank  (New York: Vanguard, 1934).